# Classe Imperatrica Marija
La classe Imperatrica Marija fu una classe di navi da battaglia della marina imperiale russa (Voenno-morskoj flot Rossijskoj Imperii), composta da tre unità entrate in servizio tra il 1915 e il 1917; fu la seconda classe di navi da battaglia tipo-dreadnought ad essere prodotta in Russia (dopo la classe Gangut di poco precedente) e l'ultima classe di navi da battaglia progettate dai russi ad avere proprie unità effettivamente entrate in servizio (le unità della classe Imperator Nikolaj I del 1916 e della classe Sovetskij Sojuz del 1938 furono impostate ma mai completate).
Tutte le tre unità della classe furono realizzate nei cantieri navali di Nikolaev, nell'odierna Ucraina, e tutte vennero assegnate alla Flotta del Mar Nero; entrate in servizio nel pieno della prima guerra mondiale, le prime due unità della classe fecero in tempo a partecipare ad alcune limitate azioni belliche nel teatro del Mar Nero contro la marina militare dell'Impero ottomano (Osmanlı Donanması), mentre l'allestimento della terza fu ritardato dagli eventi della rivoluzione di febbraio del 1917.
La capoclasse Imperatrica Marija, entrata in servizio nel giugno del 1915, esplose ed affondò poco più di un anno dopo, il 20 ottobre 1916, mentre era all'ancora nel porto di Sebastopoli a causa di un incidente nel suo deposito delle munizioni; la gemella Imperatrica Ekaterina Velikaja, entrata in servizio nell'ottobre del 1915, fu rinominata Svobodnaja Rossija dopo gli eventi della rivoluzione di febbraio, e il 18 giugno 1918 fu autoaffondata dall'equipaggio per impedire che venisse acquisita dai tedeschi in virtù del trattato di Brest-Litovsk. La terza unità della classe, la Imperator Aleksandr III, entrò in servizio solo nel luglio del 1917, dopo essere stata rinominata Volia a seguito degli eventi della rivoluzione di febbraio; la nave fu destinata all'autoaffondamento come la gemella Svobodnaja Rossija, ma l'equipaggio (in maggioranza ucraino) si oppose e consegnò la nave ai tedeschi; dopo un breve servizio con la Kaiserliche Marine, la nave fu acquisita dai britannici al termine della prima guerra mondiale, i quali la ritrasferirono alle forze dell'Armata Bianca anti-bolscevica: rinominata General Alekseev, combatté nella guerra civile russa per poi finire internata con il resto della flotta bianca a Biserta, dove fu demolita dalle autorità francesi nel 1936.

## Il progetto
Il Ministero della Marina russo iniziò a progettare la nuova classe di dreadnought per la Flotta del Mar Nero nel 1910, quando circolarono notizie di un prossimo acquisto di nuove navi da battaglia da parte dell'Impero ottomano presso i cantieri britannici; queste notizie si rivelarono poi false, ma i russi decisero di proseguire con i loro piani di costruzione onde prevenire una futura acquisizione di dreadnought da parte degli ottomani. Le specifiche per le nuove unità furono emesse il 12 agosto 1910, sulla base di un progetto che riprendeva in gran parte le caratteristiche delle unità classe Gangut in quel momento in costruzione per la Flotta del Baltico, con alcune differenze: la velocità di 23 nodi (43 km/h) delle Gangut fu giudicata eccessiva per le ristrette acque del Mar Nero e le nuove unità furono progettate per sviluppare una velocità di 21 nodi (39 km/h), in modo da risparmiare sul peso delle macchine in favore di più cannoni o di una corazzatura più spessa; furono richiesti gli stessi cannoni principali installati sulle Gangut, ma con un'elevazione delle bocche di almeno 10° in più e corazzature più spesse per le torri, mentre l'armamento secondario avrebbe dovuto consistere nei nuovi pezzi da 130 mm 55 B7 Pattern 1913 di nuova costruzione, più pesanti dei 120 mm installati sulle Gangut visto l'aumento delle dimensioni delle unità siluranti contemporanee.
Una gara di appalto fu annunciata per il luglio del 1911, ma non si presentarono molti concorrenti; il Ministero mostrò interesse per il progetto avanzato dal cantiere "Russud" di Nikolaev ed emise un ordine preliminare per tre unità il 2 settembre 1911, anche se la gara stessa non si concluse prima del novembre seguente con la vittoria del cantiere ucraino. Il governo russo fornì poi alla Russud una serie di maestranze specializzate provenienti dai cantieri statali del mar Baltico, nonché una serie completa di disegni delle Gangut onde accelerare l'avvio dei lavori delle nuove unità.

### Caratteristiche generali
Le Imperatrica Marija ebbero uno scafo lungo 168 metri fuori tutto, una larghezza massima di 27,43 m e un pescaggio a pieno carico di 8,36 m; il dislocamento standard era di 23.413 tonnellate, che saliva a 23.789 t a pieno carico. Tutto lo scafo fu realizzato in acciaio ad alta resistenza, mentre l'acciaio dolce fu usato solo per le parti che non richiedevano particolare resistenza strutturale; lo scafo fu suddiviso in sezioni da 18 paratie stagne trasversali, mentre la sala macchine fu divisa da due paratie longitudinali oltre a ricevere un doppio fondo. L'altezza metacentrica di progetto delle unità era di 1,76 metri.
La Imperatrica Ekaterina Velikaja, la cui costruzione fu poi affidata al cantiere "ONZiV" sempre di Nikolaev, risultò leggermente più larga delle sue due sorelle, una scelta dettata dal tentativo di compensare i problemi causati dall'eccessivo peso: la larghezza della corazzata fu incrementata a 28,07 m e il pescaggio a 8,7 m (alle prove), con un dislocamento a pieno carico incrementato a 25.039 t.
La capoclasse Imperatrica Marija si dimostrò molto pesante nel suo arco frontale, fatto che tendeva a incrementare la quantità d'acqua che penetrava nelle casematte anteriori; per risparmiare peso e compensare il suo assetto, il munizionamento dei cannoni principali fu ridotto da 100 a 70 colpi per cannone e quello dei pezzi secondari da 245 a 100: ciò in definitiva non servì molto a risolvere il problema, e la nave andò perduta troppo presto perché una soluzione definitiva fosse trovata. Per la gemella Imperator Aleksandr III fu ideata una soluzione diversa, prevedendo l'eliminazione di una coppia di cannoni secondari per risparmiare peso; grazie all'incremento della larghezza, la Imperatrica Ekaterina Velikaja non ebbe i problemi delle due consorelle e mantenne l'intero armamento di artiglieria.

### Propulsione
Le due unità costruite nel cantiere Russud ricevettero quattro turbine a vapore tipo Parsons prodotte dalla ditta britannica John Brown & Company, mentre le quattro turbine della Imperatrica Ekaterina Velikaja furono assemblate direttamente dalla ONZiV con l'assistenza tecnica della Vickers Limited; la loro potenza di progetto era di 26.000 shp (27.000 shp per la Ekaterina Velikaja), ma alle prove le macchine svilupparono una potenza massima di 33.000 shp. Le turbine erano alimentate da 20 caldaie a tubi d'acqua della britannica Yarrow Shipbuilders con alimentazione mista a carbone e olio combustibile, capaci di una pressione di 17,5 atmosfere; la velocità massima di progetto raggiungibile dalle unità era di 21 nodi. La massima capacità dei depositi di carbone a bordo andava dalle 1.727 alle 2.337 tonnellate, a cui si aggiungevano tra le 427 e le 640 tonnellate di olio combustibile; l'autonomia delle unità ammontava a 1.640 miglia nautiche alla massima velocità o 2.960 miglia alla velocità economica. L'alimentazione elettrica era garantita da tre generatori principali Curtis da 360 chilowatt e due unità ausiliarie da 200 chilowatt.

### Armamento

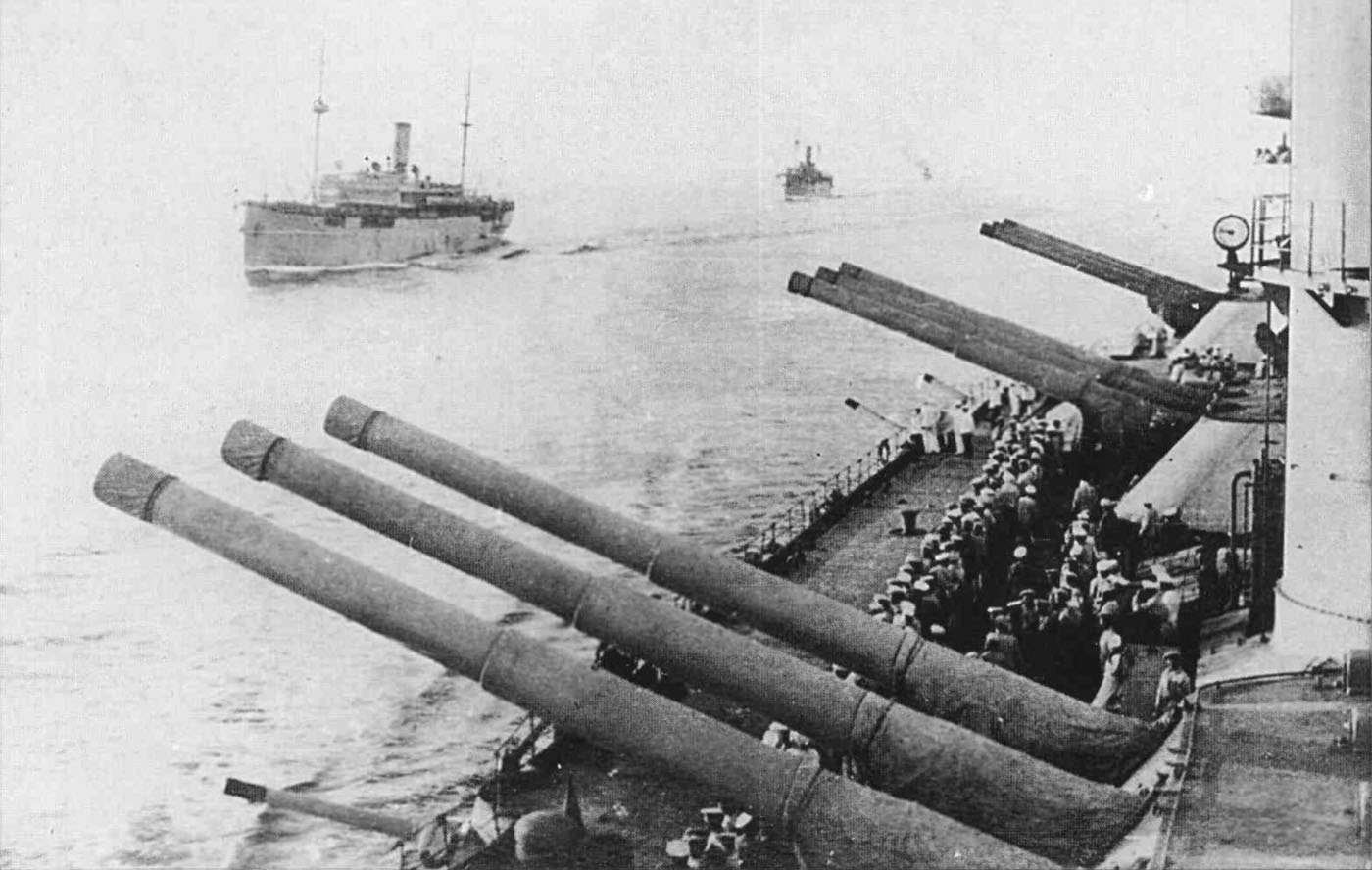
I cannoni principali da 305 mm della Imperatrica Ekaterina Velikaja.

L'armamento principale delle Imperatrica Marija consisteva in dodici cannoni calibro 305 mm modello 1907 prodotti dalle Gosudarstvennyj Obuchovskij Zavod (la principale industria metallurgica dell'Impero russo), montati su quattro torri triple installate lungo l'asse longitudinale della nave; i cannoni e la loro disposizione seguivano la stessa soluzione adottata sulle Gangut, ma le torri avevano una nuova configurazione internamente più spaziosa. La torre di prua e quella di poppa erano capaci di una rotazione totale di 310°, mentre le torri centrali potevano coprire un arco di 130° su ogni lato. I cannoni erano in grado di un'elevazione massima di +25° e di una depressione di -5°, e potevano essere caricati in un qualsiasi angolo compreso tra -5° e +15° di elevazione; le canne dei cannoni potevano essere sollevate di 3-4° al secondo e le torri ruotate di 3,2° in un secondo. Il rateo di fuoco ammontava a tre colpi al minuto all'elevazione di +15°, e a pieno carico le unità imbarcavano 100 colpi da 305 mm per cannone; i cannoni potevano sparare proiettili dal peso di 470,9 chilogrammi alla velocità alla volata di 762 metri al secondo, il che garantiva una gittata massima di 23.230 metri.
L'armamento secondario consisteva in 20 cannoni da 130 mm modello 1913, montati singolarmente in casematte lungo il bordo dello scafo: i pezzi erano raggruppati in due lotti, sei cannoni per lato dalla torre di prua fino al fumaiolo posteriore, e quattro cannoni per lato intorno alla torre di poppa; tre cannoni per lati erano capaci di puntare in avanti, la direzione ritenuta più probabile dallo stato maggiore della marina russa per un attacco di unità siluranti. Il rateo di fuoco dei pezzi da 130 mm andava da cinque a otto colpi al minuto, e ogni pezzo era dotato di una riserva di 245 colpi; i cannoni sparavano proiettili pesanti 36,86 kg alla velocità alla volata di 823 m/s, con una gittata massima di 15.364 metri.
Nessun armamento antiaereo era previsto dal progetto originario per le unità; nell'ottobre del 1916 il Ministero della Marina richiese che quattro cannoni da 102 mm di nuova concezione fossero aggiunti all'armamento, ma nessuno di essi entrò mai in servizio. Le prime due unità ricevettero in fase di allestimento tre o quattro cannoni da 75 mm modello 1892, montati sul cielo delle torri dell'artiglieria; tali pezzi avevano una elevazione massima di 50° e potevano sparare un proiettile da 5,73 kg alla velocità alla volata di 750 m/s e a un'altezza massima di 4.900 m, con un rateo di fuoco di 12-15 colpi al minuto. La Imperator Aleksandr III ricevette quattro dei nuovi cannoni da 76,2 mm antiaerei modello 1914-1915, montati a coppie sul cielo delle torri di prua e poppa; i pezzi avevano un'elevazione massima di 65° e potevano sparare un proiettile da 6,5 kg alla velocità alla volata di 588 m/s e a un'altezza massima di 5.800 m, con un rateo di fuoco di 10-12 colpi al minuto.
L'armamento era completato da quattro tubi lanciasiluri da 450 mm, installati a coppie in un vano sommerso immediatamente davanti alla santabarbara anteriore. Le prove sulla Imperatrica Marija rivelarono problemi nelle sue stive delle munizioni, dove il calore generato dal sistema di ventilazione annullava per lo più gli effetti del sistema di refrigerazione delle polveri, fatto che probabilmente potrebbe essere alla causa dell'esplosione accidentale che affondò la nave nel 1916.
Per la condotta del tiro, le prime due unità montavano telemetri da 5 metri della Zeiss su entrambe le torri di comando, mentre la Imperator Aleksandr III ricevette quattro telemetri da 5,5 m della Barr and Stroud installati su ognuna delle torri dell'artiglieria; questi telemetri fornivano i dati sulle distanze alla centrale di tiro, che li elaborava tramite un calcolatore meccanico analogico Geisler per poi trasmettere le soluzioni di tiro alle torrette.

### Corazzatura

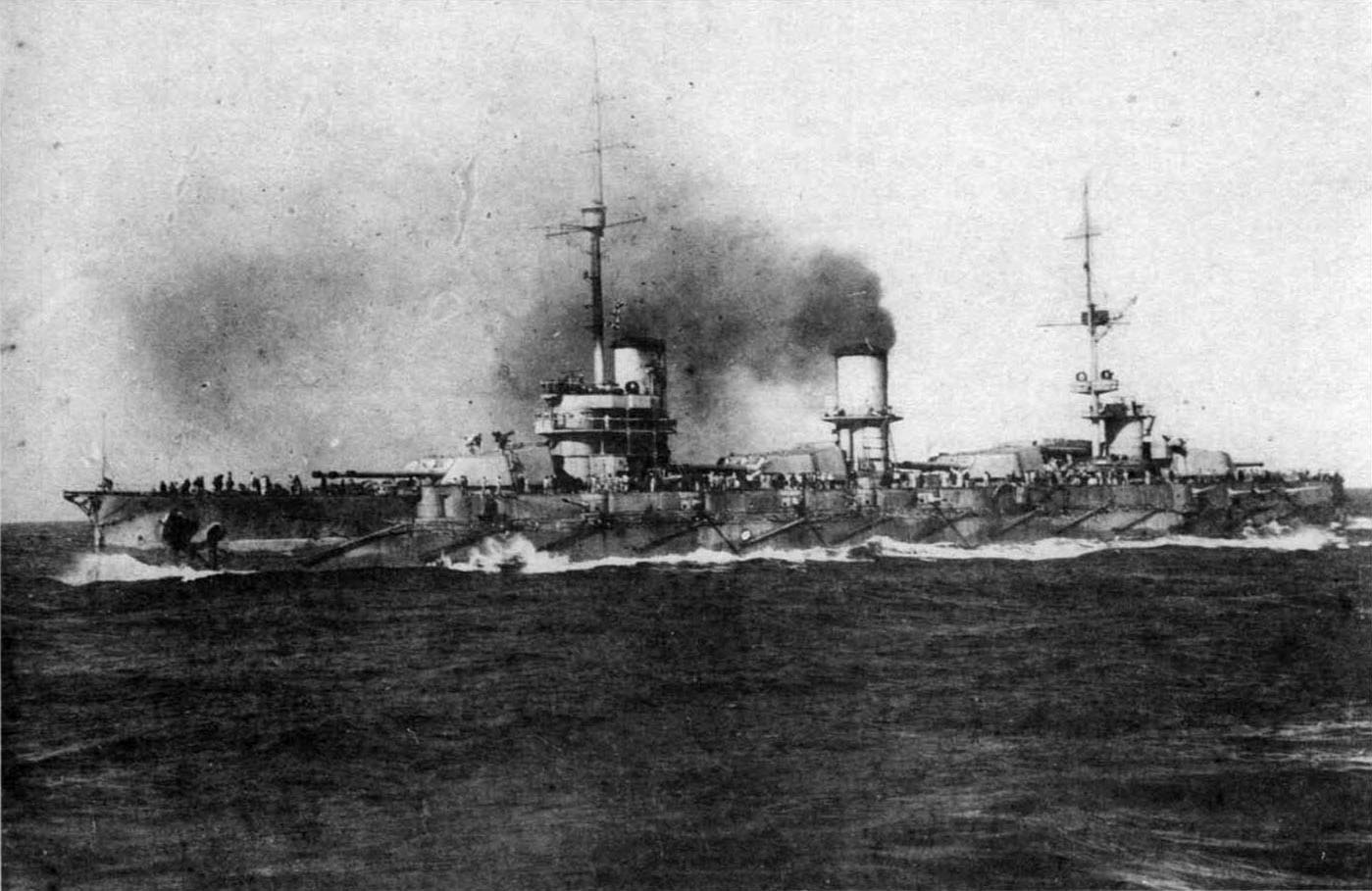
La Imperator Aleksandr III, poi Volia, qui ritratta nel 1917.

Le prove su scala reale fatte sulla vecchia pre-dreadnought Chesma del 1896 condizionarono la disposizione della corazzatura sulle Imperatrica Marija. Le piastre dell'armatura in acciaio cementato Krupp furono dimensionate per adattarsi al telaio e fornire supporto ai giunti dello scafo, e furono bloccate secondo un sistema di mortase e tenoni per meglio distribuire l'energia dell'urto di un proiettile. La cintura corazzata posta sulla linea di galleggiamento aveva uno spessore massimo di 262,5 mm, e proseguiva poi avanti e dietro la cittadella centrale con piastre dello spessore di 217 e 175 mm, che si riducevano poi in avanti a 125 e infine 75 mm giusto poco prima dell'estrema prua, e indietro fino ai 125 mm dell'estrema poppa. L'altezza della cintura corazzata era di 5,25 metri, di cui 3,5 m sopra la linea di galleggiamento e 1,75 m sotto; la cintura stessa era sostenuta da uno strato di legname spesso 75 mm, che serviva anche a garantire un miglior adattamento delle piastre corazzate allo scafo della nave.
La parte anteriore della cittadella della nave era protetta da paratie e piastre corazzate spesse solo 25,4 mm, appena sufficienti a fungere da paraschegge; la parte posteriore non aveva alcuna protezione corazzata all'infuori delle paratie spesse 100 mm, fatto che lasciava i magazzini della nave molto vulnerabili a colpi sparati davanti o dietro la nave. La cintura superiore era spessa 100 mm e aveva un'altezza di 2,7 mm, assottigliandosi poi a 75 mm davanti alle casematte dell'artiglieria secondaria fino a prua. Le casematte erano anche protette dal fuoco assiale da una paratia trasversale spessa 25 mm così come da uno schermo spesso 25 mm tra una casamatta e l'altra; dietro la corazzatura vi era una paratia longitudinale entrobordo spessa 50 mm in funzione di paraschegge, ma le casematte avevano ognuna una propria paratia antischegge separata spessa 25 mm.
Le torri dell'artiglieria principale erano protette da una corazzatura spessa 250 mm ai fianchi e 125 mm sul tetto; placche spesse 50 mm proteggevano i portelli dei singoli cannoni, e ogni pezzo era separato dall'altro da una paratia spessa 25 mm. Le barbette dei pezzi erano spesse 250 mm, valore che si riduceva a 125 mm al di sotto del ponte superiore, tranne che per le torri di prua e di poppa dove lo spessore era ridotto a 150 mm. La torre di comando anteriore era protetta da una corazzatura spessa 300 mm, con un tetto corazzato dello spessore di 200 mm e tubi di supporto spessi 250 mm, valore che si riduceva a 100 mm sotto il ponte superiore; la torre di comando posteriore aveva valori simili, ma il tetto era spesso solo 100 mm. La parte superiore dei fumaioli era protetta da 75 mm di armatura per la parte posta sopra il ponte superiore, che si riduceva a uno spessore di 19 mm per la parte sotto il ponte. Il ponte superiore stesso era protetto da 37,5 mm di corazzatura, con il ponte intermedio a sua volta protetto da 25 mm di armatura per la parte posta sopra la cittadella corazzata; fuori dalla cittadella il ponte intermedio era spesso 37,5 mm, mentre il ponte inferiore raggiungeva i 25 mm. La protezione subacquea era ridotta al minimo, con una sola paratia non corazzata posta dietro l'estensione del doppio fondo.

## Unità
| Nome                           | Impostazione    | Varo            | Entrata in servizio | Destino finale |
| ------------------------------ | --------------- | --------------- | ------------------- | --- |
| Imperatrica Marija             | 30 ottobre 1911 | 19 ottobre 1913 | 10 giugno 1915      | saltata in aria e affondata il 20 ottobre 1916 nel porto di Sebastopoli a causa di una detonazione accidentale nel deposito delle munizioni; lo scafo fu riportato a galla il 18 maggio 1918 e poi demolito a partire dal 1926 |
| Imperatrica Ekaterina Velikaja | 30 ottobre 1911 | 6 giugno 1914   | 18 ottobre 1915     | autoaffondata dall'equipaggio il 18 giugno 1918 davanti al porto di Novorossijsk; lo scafo fu parzialmente smantellato nel corso degli anni 1930                                                                               |
| Imperator Aleksandr III        | 30 ottobre 1911 | 15 aprile 1914  | 17 luglio 1917      | posta in disarmo a Biserta nel novembre del 1920; trattenuta dalle autorità locali come forma di pagamento per il mancato versamento dei costi di ormeggio, fu smantellata a partire dal 1936.                                 |